# 라울 곤살레스
라울 곤살레스 블랑코(스페인어: Raúl González Blanco raˈul ɣonˈθaleθ ˈβlaŋko[*], 1977년 6월 27일, 마드리드 지방 마드리드 ~)는 라울(스페인어: Raúl)로 알려진 스페인의 전 축구 선수로, 현역 시절 공격수로 활약했다. 현재는 레알 마드리드 B의 감독이다. 라울은 레알 마드리드 역사상 가장 중요한 선수들 중 한 명으로 꼽히며, 스페인 역대 최고 선수들 중 한 명으로도 꼽힌다.
라울은 마드리드의 산 크리스토발 데 로스 앙헬레스 출신으로, 그는 인근의 유소년 구단에서 축구를 하다 아틀레티코 마드리드 유소년부에 합류했다. 그는 이후 레알 마드리드의 유소년 아카데미에 입단해 다양한 연령대의 유소년부를 거쳤다. 1994년, 그는 4부 리그에 속한 레알 마드리드 C와 처음으로 프로 계약을 맺었고, 이후 짧은 시일 내에 1군으로 승격되었다.
그는 레알 마드리드에서 16년을 활약하며 보냈고, 323골로 구단의 역대 최다 득점 2위를 기록했다. 라울은 741번의 공식 경기에 출전해 마놀로 산치스를 넘어 구단 역다 최다 출전 선수이다. 하얀 군단(Los Blancos) 소속으로, 그는 6번의 라 리가와 3번의 UEFA 챔피언스리그 우승을 거두었고, 이 중 2번의 결승전에서 득점 기록이 있으며, 수페르코파 데 에스파냐, UEFA 슈퍼컵, 그리고 인터콘티넨털컵도 각각 4번, 1번, 그리고 2번을 우승했다. 그는 크리스티아누 호날두와 리오넬 메시에 이어 UEFA 챔피언스리그의 역대 최다 득점 3위도 기록하고 있으며, 역대 최다 출전 5위도 기록하고 있다. 2003년, 그는 구단의 주장으로 선임되어 2010년까지 그 지위를 유지했다.
라 리가에서, 라울은 228골로 역대 최다 득점 5위로, 리오넬 메시, 크리스티아누 호날두, 텔모 사라, 그리고 또다른 레알 마드리드 전설 우고 산체스만이 그보다 더 많은 득점을 기록했다. 그는 스페인 선수로는 유럽 리그 최다 득점을 기록하고 있는데, 256골로 라 리가에서 228골, 분데스리가에서 28골을 기록했다. 더 나아가서, 그는 스페인 대회 역대 최다 출전 2위를 기록하고 있는데, 550경기에 기록하여 622경기에 출전한 안도니 수비사레타만이 그보다 더 많은 경기에 출전했다. 2010년에 레알 마드리드를 떠난 그는 샬케 04에 입단했고, 2012년 2월에 자신의 통산 400번째 득점을 기록했다. 그는 카타르 클럽 알사드에 2012년 입단했다. 그는 카타르에서의 첫 시즌에 카타르 스타스 리그를 우승했고, 통산 1,000번째 경기도 뛰었다. 그는 이 업적을 달성한 18명밖에 되지 않는 선수들 중 한 명이다.
비록 스페인 축구 국가대표팀에서 주요 대회 우승을 거두지 못했지만, 붉은 군단(La Roja) 소속으로 102경기에 출전해 당대 최다였던 44골을 기록했고, 3번의 FIFA 월드컵과 2번의 UEFA 유럽 축구 선수권 대회에 참가했다. 라울은 2002년부터 국가대표팀 주장을 맡아 2006년 스페인 국가대표로 마지막 국가대표팀 경기를 치르기 전까지 이 지위를 유지했다.
라울은 1999년 IFFHS에 의해 역대 최고 공격수로 선정되었고, UEFA 클럽 최우수 공격수로도 2000년, 2001년, 그리고 2002년에 세 차례 선정되었다. 2001년 발롱도르에서 2위를 차지했고, 2001년 FIFA 올해의 선수에서는 3위로 선정되었다. 2004년, 그는 살아있는 세계 최고의 축구 선수 목록인 FIFA 100에 등재되었고, 1954년부터 2004년 사이에 활동한 UEFA의 최우수 유럽 선수 50인 중 한 명으로도 선정되었다. 그는 ESM이 주관한 유럽 올해의 팀 일원으로도 1997년, 1999년, 그리고 2000년에 선정되었다. 라울은 1999년과 2001년에 피치치를 획득했고, 2000년과 2001년에는 UEFA 챔피언스리그 최다 득점자로 등극했으며, 1997년, 1999년, 2000년, 2001년, 그리고 2002년에 5차례 돈 발론 상도 받았고, 1998년 인터콘티넨털컵에서는 최우수 선수로도 선정되었다.

## 클럽 경력

### 초기 경력
라울은 인근의 산 크리스토발 초심부(Alevín)에서 축구를 시작해 이듬해에 소년부(Infantil) 로 승격되었다. 그는 아틀레티코 마드리드의 소년부(Infantil)로 이적하여 이듬해에 연하부(Cadete)에서 국내 대회 우승을 거두었다. 헤수스 힐 전 아틀레티코 회장이 재정 문제를 해결하기 위해 유소년 아카데미를 해체하면서, 라울은 레알 마드리드의 공장 연하부(Cadete)로 이적했다. 그 다음 해, 그는 청년부 C(Juvenil C)로 승격되었고, 이어서 청년부 B(Juvenil B)와 청년부 A(Juvenil A)를 거쳤다.

### 레알 마드리드

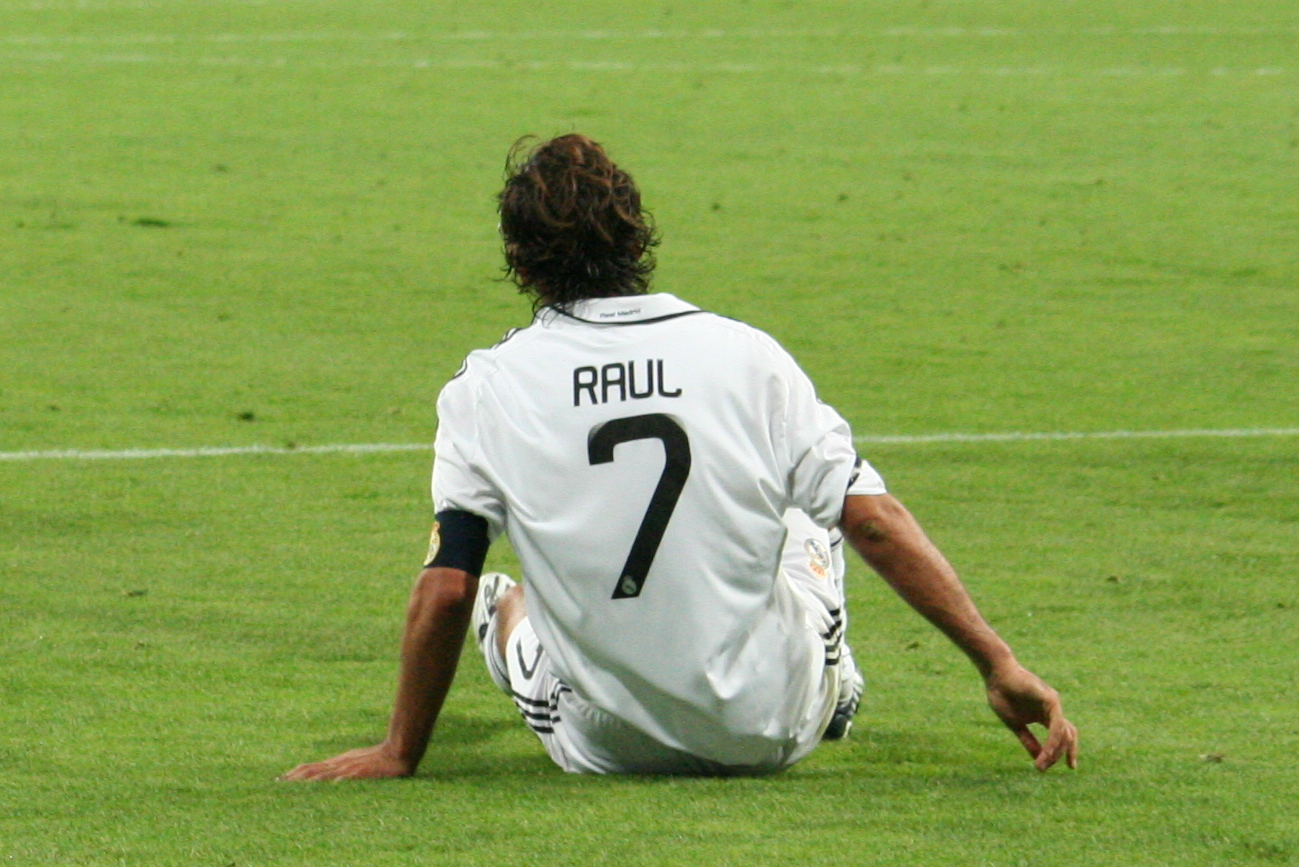
라울은 1996년부터 2010년까지 레알 마드리드의 7번이었다.

1994-95 시즌, 라울은 레알 마드리드 C에서 프로 무대 신고식을 치렀다. 그는 불과 7경기에서 무려 13골을 기록했고, 호르헤 발다노 감독의 부름을 받고 1군에 승격되어 에밀리오 부트라게뇨를 대체하게 되었고, 이는 "왕좌 선위"의 상징적인 과정이었다. 그는 라 로마레다에서 열린 사라고사와의 경기에서 이반 사모라노와 공격 임무를 수행해, 부트라게뇨 시대의 끝을 알렸고, 17세 124일로 1군 경기에 출전한 역대 최연소 선수로 기록되었지만 1994년 10월 29일, 알베르토 리베라가 같은 시즌에 출전하면서 기록이 얼마 지나지 않아 깨졌다. 그 다음 주, 라울은 안방에서 벌어진 마드리드의 숙적이자 유소년 시절 활약했던 아틀레티코 마드리드와의 씁쓸한 더비 경기에서 1군 무대 두 번째 경기를 치러 첫 골을 넣었다. 1군 경기에 꾸준히 출전하면서, 라울은 28경기에 출전해 9골을 넣었고, 레알 마드리드가 자신의 첫 시즌에 리그 우승을 거두는데 도움을 주었다.
레알 마드리드 소속으로 그는 수 차례 우승을 거두었는데, 1996-97 시즌, (라 리가 21골 기록) 2000-01 시즌, (라 리가 24골 기록) 그리고 2002-03 시즌 (라울은 이 시즌에 충수염으로 입원해 많은 경기에 출전하지 못했지만 라 리가에서 16골을 기록했다.) 에도 라 리가를 우승했다. 1998년과 2002년 사이, 레알 마드리드는 UEFA 챔피언스리그를 1997-98 시즌, 1999-2000 시즌, 그리고 2001-02 시즌에 우승하기도 했다. 이 시기에 라울은 페르난도 모리엔테스와 함께 공격을 맡아 다득점을 올렸고, 이후 호나우두와 협력했다. 라울은 코파 델 레이 결승전에 2002년 (이 결승전에서 득점도 기록했다.) 과 2004년에 두 차례 출전했지만, 모두 준우승에 그쳤다.

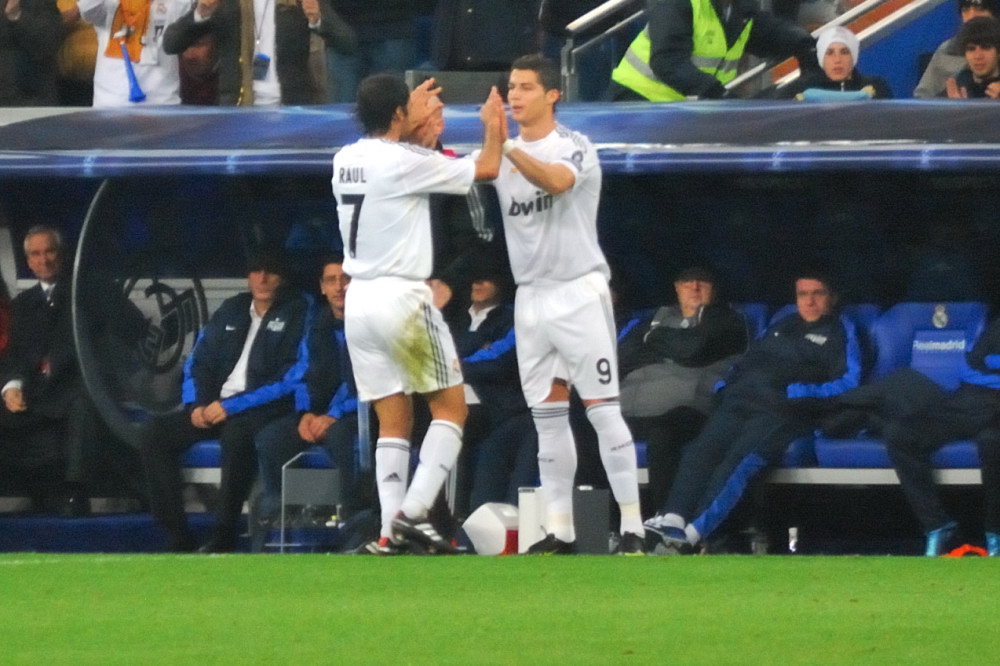
2009년 11월, 크리스티아누 호날두와 교체되어 나가는 라울. 호날두는 라울이 2010년에 레알 마드리드를 떠나면서 등번호 7번을 가져갔다.

그는 2005년 9월 28일, 2-1로 이긴 올림피아코스와의 조별 리그 경기에서 득점해 UEFA 챔피언스리그에서 50골을 득점한 최초의 선수가 되었고, 128경기 출전으로 역대 최다 출전 기록도 이어나갔다. 그는 두 번의 UEFA 챔피언스리그 결승전에서 득점한 첫 선수로도 기록되었는데, 생드니 스타드 드 프랑스에서 벌어진 발렌시아와의 2000년 결승전과 글래스고 햄던 파크에서 벌어진 레버쿠젠과의 2002년 결승전에 골을 기록했다. 이 업적은 사뮈엘 에토가 2006 UEFA 챔피언스리그 결승전에서 아스널을 상대로, 2009년 결승전에서 맨체스터 유나이티드를 상대로, 리오넬 메시가 후자와 같은 경기와 2011년 결승전에서 같은 구단을 상대로 득점을 올리면서 같이 달성했다.
라울은 프로 무대에서 17년을 보내며 퇴장을 당하지 않은 기록을 지니고 있다. 2008년 11월 11일, 라울은 레알 우니온과의 경기에서 해트트릭을 기록해 300호골을 기록했고, 레알 마드리드는 경기를 4-3으로 이겼지만 합계 6-6으로 비기면서 원정 다득점에서 밀려 탈락했다. 라울은 도합하여 레알 마드리드에서 323골을 넣어 오랫동안 알프레도 디 스테파노가 보유했던 307골 기록을 2009년 2월 15일 스포르팅 히혼전에서 뜬 공을 차 넣어 깼다. 그는 아르헨티나의 리오넬 메시, 스페인의 텔모 사라, 그리고 멕시코의 우고 산체스에 이어 라 리가 최다 득점 4위를 기록했다.

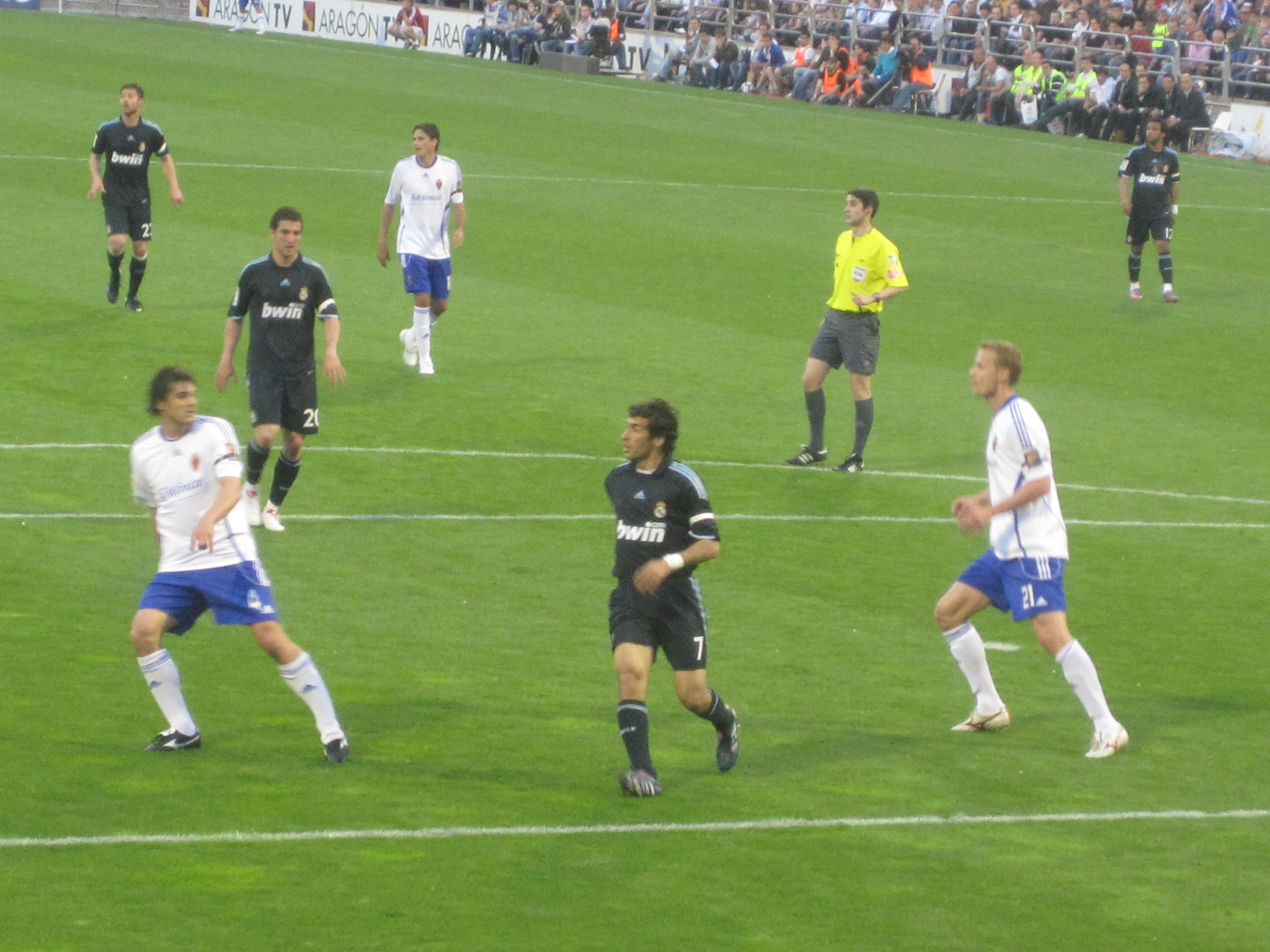
사라고사와의 마지막 레알 마드리드 경기에 출전한 라울

라울과 장기간 마드리드 선수로 활약한 동료 이케르 카시야스는 2008년에 매 시즌 30경기 이상 출전할 경우 자동으로 1년씩 연장되는 "종신 계약"을 맺었다. 2009년 9월 23일, 라울은 구단의 전설이자 백전노장인 마놀로 산체스와 레알 마드리드 리그 최다 출전 기록에 동률을 이루었고, 622경기에 출전한 안도니 수비사레타에 이어 라 리가 최다 출전 2위를 기록했다.
레알 마드리드와 스페인 국가대표팀 주장직을 겸임할 당시 라울은 '주장' (El Capitan)으로 수식되었다.
2010년 4월 24일, 라울은 2-1로 이긴 사라고사와의 라 로마레다 원정 경기에서 마지막으로 출전하여, 공을 잡고, 마지막 골이자 소속 구단의 선제골을 올렸는데, 공교롭게도 그가 1994년에 신고식을 치렀던 장소와 상대가 같았다. 라울은 50분에 득점을 기록 (15분에 라파엘 판 데르 파르트와 교체되어 들거간 후) 했지만, 신체적으로 계속 경기에 임할 수 없던 그는 득점 1분 만에 카림 벤제마와 교체되어 나갔다. 그가 교체로 나가기 전, 레알 마드리드는 골을 창출하기 위해 역습을 전개했다. 라울은 천천히 절뚝거리며 전진했지만, 페널티 구역 안으로 침투해 크리스티아누 호날두가 넘긴 공을 찔러 넣을 수 있었다.
시즌 남은 기간 동안 그 부상에서 재활하던 도중, 구단은 2010년 7월 25일에 동료 구티가 15년 만에 떠날 것을 선언한 다음 날, 라울도 구단을 떠날 것임을 선언했다.

### 샬케 04

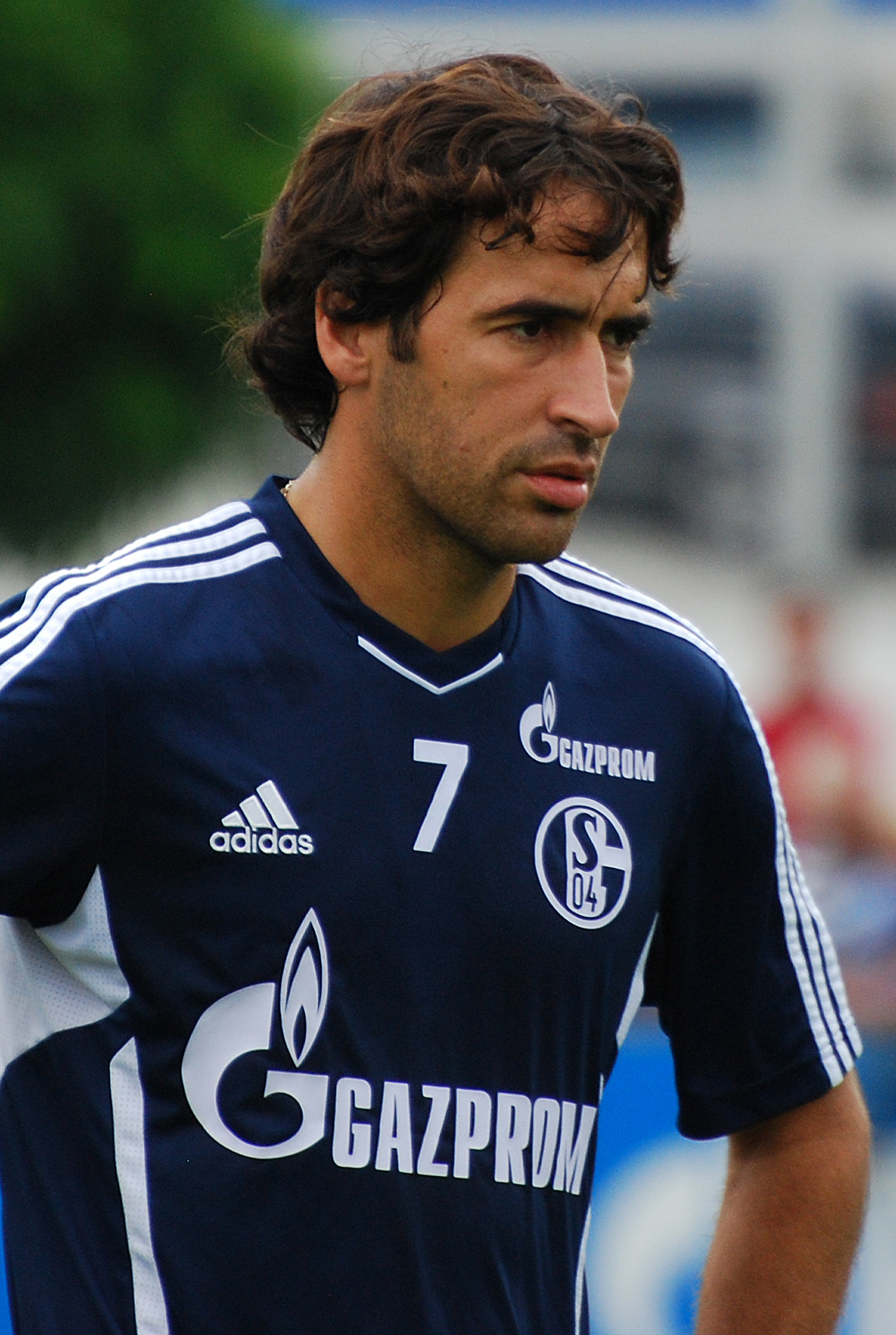
2011년 8월, 샬케 04 훈련의 라울

2010년 7월 28일, 라울은 샬케 04와 2년 계약을 맺었다. 펠릭스 마가트 샬케 04 감독은 구단 웹사이트를 통해 "샬케 04에 있어서 희소식이며, 우리는 매우 훌륭한 선수이자 세계구급 선수인 그가 분데스리가의 샬케 04에 입단한 것이 기쁩니다"라고 그의 입단을 환영했다. 그에 앞서, 라울은 미국이나 카타르에서 은퇴할 것으로 예상되었고, 그는 무명의 러시아 구단으로부터 거액의 제의를 받기도 했다. 라울은 2010-11 시즌에 UEFA 챔피언스리그에 진출한 샬케 04를 선택했다.
2010년 8월 1일, 라울은 3-1로 이긴 바이에른 뮌헨과 치른 시즌 전 대회인 2010년 리가 토탈!컵 결승전에서 2골을 기록해 이적 후로는 처음으로 골을 넣었다. 1주일 후, 그는 2010년 8월 7일 DFL-슈퍼컵 2010에서 다시 바이에른 뮌헨을 상대로 공식적으로 샬케 04 첫 경기를 치렀지만, 이번에는 무득점으로 침묵했고, 0-2로 패했다. 2010년 8월 21일, 라울은 1-2로 패한 함부르크전에서 분데스리가 첫 경기를 치렀고, 2010년 9월 25일, 2-2로 비긴 묀헨글라트바흐와의 경기에서 샬케 소속으로 첫 분데스리가 골을 기록했다. 처음에 잠잠했던 그는 2010년 11월 5일, 3-0으로 이긴 장크트 파울리와의 분데스리가 경기에서 2골을 추가해 득점 본능을 회복했고, 2010년 11월 20일, 베르더 브레멘을 상대로는 첫 해트트릭을 완성했다. 12월 18일, 그는 3-0으로 이긴 쾰른과의 경기에서 또다시 해트트릭을 완성했다.

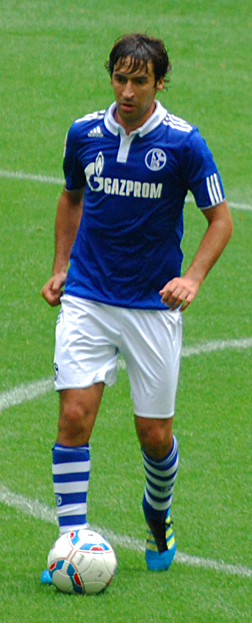
2011년, 샬케 04의 라울

2011년 3월 2일, 라울은 숙적 바이에른 뮌헨과의 DFB-포칼 2010-11 준결승전에서 1-0 결승골을 뽑아내어 값진 승리를 안겼다. 샬케 04는 2005년 이후 6년 만에 대회 결승전에 진출했다. 결승전에서 샬케 04는 2004년 우니온 베를린 이래 결승전에 오른 첫 2. 분데스리가 구단인 뒤스부르크를 상대했다. 라울은 레알 마드리드 시절 국내 컵 대회인 코파 델 레이를 우승해보지 못했지만, 2011년 5월 21일, 그는 샬케 04에 합류한 첫 시즌에 마침내 국내 컵 대회 첫 우승을 거두었다. 샬케 04는 베를린의 올림피아슈타디온에서 열린 결승전에서 5-0 대승을 거두었다. 샬케 04는 두 달 후인 2011년 7월 23일 리그를 우승한 숙적 도르트문트와의 DFL-슈퍼컵 2011에서 우승을 거두면서 이어나갔다.
유럽대항전에서, 라울은 통산 UEFA 대회 통산 73골을 기록해 70골을 기록한 밀란의 노장 필리포 인차기를 넘어 역대 최다 득점자가 되었다. 그는 UEFA 챔피언스리그에서 71골 (레알 마드리드에서 66골, 샬케 04에서 5골) 을 기록했으며, 2000년 UEFA 슈퍼컵에서 하얀 군단(Los Blancos) 소속으로 2골을 추가했고 1998년 인터콘티넨털컵 (혹은 EUSA컵) 에서도 1골을 추가했다. 2010년 10월 22일, 전 스페인 국가대표는 3-1로 이긴 하포엘 텔아비브와의 경기에서 2골을 추가해 독일 전설 게르트 뮐러와 유럽 대회 최다 득점에 동률을 이루었다. 라울은 2011년 2월 15일, 스페인 복귀 경기에서 기록을 경신했는데, 메스타야에서 벌어진 발렌시아와의 16강전에서 귀중한 원정골을 기록해 1-1 무승부에 일조했다.
라울은 인테르나치오날레와의 8강전에서도 2골을 추가했다. 라울은 5-2로 이긴 주세페 메아차원정 1차전에서 1골을 기록했고, 아레나 아우프샬케 (혹은 펠틴스-아레나)에서 벌어진 안방 2차전에서도 1골을 넣어 2-1로 이겼다. 샬케 04는 2010-11년 UEFA 챔피언스리그 준결승행으로 사상 첫 대회 준결승 진출의 역사를 썼고 맨체스터 유나이티드를 상대했다. 샬케 04는 안방에서 0-2로 패했는데, 이는 구단이 대회에서 당한 첫 안방 패배였고, 올드 트래퍼드 원정에서도 1-4로 패했다. 이 패배에도 불구하고 라울은 라이언 긱스와 유니폼을 교한 것을 영광으로 생각했다. 2011년 11월 19일, 4-0으로 이긴 뉘른베르크와의 안방 경기에서 베네딕트 회베데스 주장이 부상으로 빠지자 처음으로 샬케 04의 완장을 찼다. 그는 같은 경기에서 샬케 04의 2번째 골을 넣고 4번째 골을 도왔다.
2011년 12월 17일, 라울은 베르더 브레멘을 상대로 또 해트트릭을 완성했다. 라울의 해트트릭에 힘입어 샬케 04는 5-0 대승을 거두고 겨울 휴식기를 앞두고 리그 3위의 입지를 굳혔다. 2012년 2월 19일, 그는 개인 통산 400호골을 기록했고, 그에 따라 라울은 레알 마드리드에서 323골, 스페인 국가대표팀으로 44골, 샬케 04에서 33골을 기록하게 되었다. 2012년 4월 5일, 그는 아틀레틱 빌바오와의 UEFA 유로파리그 2차전에서 통산 77번째 유럽 대회 골을 기록했다.
2012년 4월 19일, 라울은 6월에 계약이 만료되면 샬케 04를 떠날 것임을 밝혔고, "저의 미래는 유럽에 없습니다"라고 표의했다. 라울은 샬케 04에 큰 영향을 남겼기에, 그가 떠나자, 구단은 등번호 7번을 기약 없이 결번시키는 것을 검토했다. 결국 2013년, 등번호 7번은 샬케 04의 유망주 막스 마이어가 사용하게 되었다.

### 알사드

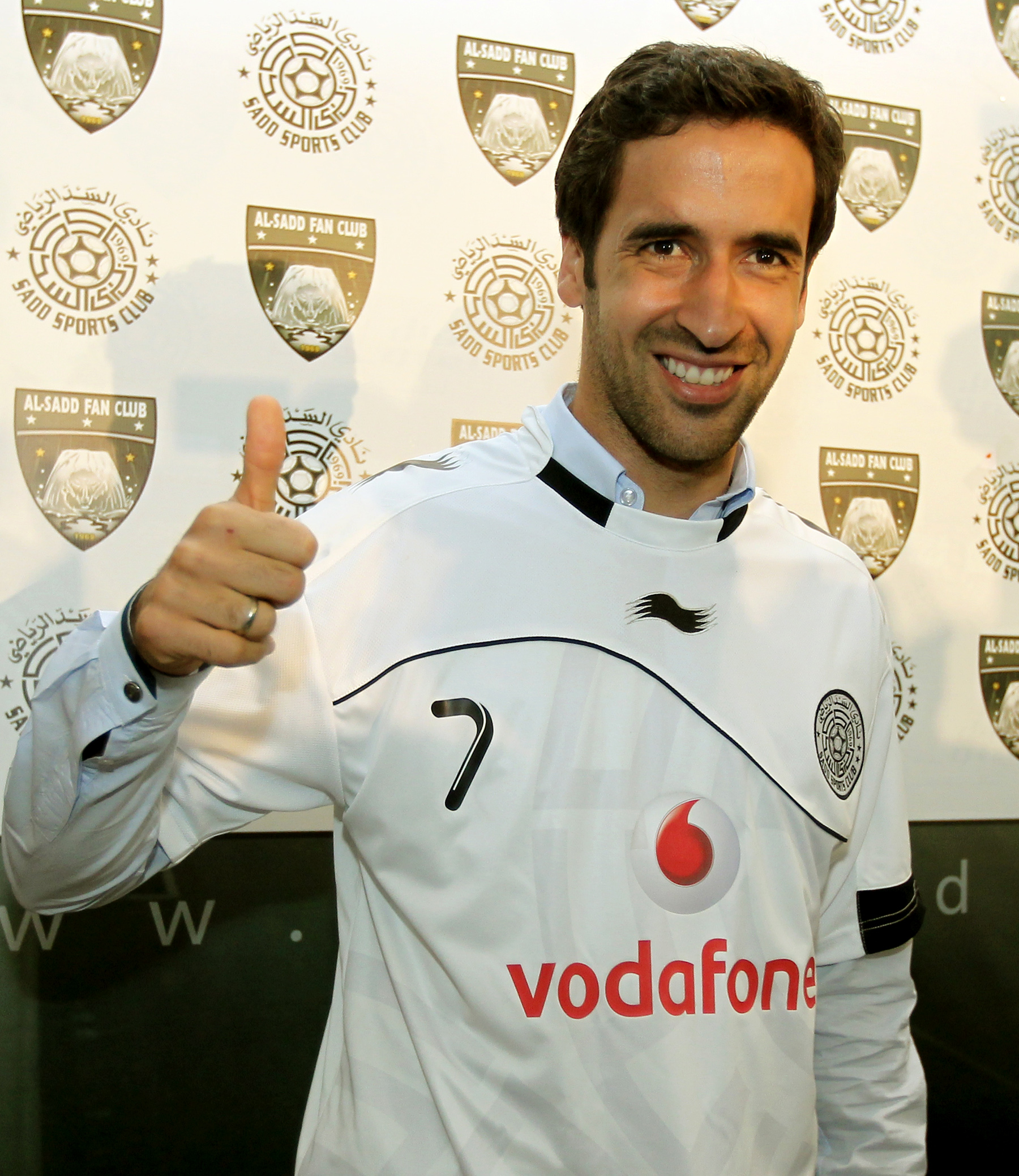
2012년 5월, 알사드 입단식의 라울

2012년 5월 12일, 라울은 카타르 스타스 리그 2012-13을 앞두고 카타르의 알사드에 입단했다.
그는 8월 5일, 알메사이미르와의 셰이크 자셈 컵 2012 경기에서 구단 첫 공식 경기를 가졌고, 연장전에서 페널티킥을 기록해 2-0 승리에 공헌했다. 노련한 라울은 교체로 들어가며 압둘라 코니의 주장 완장을 받았다. 2013년 4월 13일, 라울은 알사드의 주장으로서 카타르 스타스 리그 2012-13 우승으로 이끌었다. 같은 시즌, 라울은 22경기에 나서 9골을 기록해 카타르에서의 첫 시즌에 알사드의 5년만의 첫 리그 우승에 공헌했다. 시즌 후인 2013년 5월에 진행된 시상식에서, 그는 카타르 축구 협회로부터 페어플레이 상을 받았다.
2013년 8월22일, 라울은 트로페오 산티아고 베르나베우 전반전에 레알 마드리드 선수로 출전해 23분에 득점했다. 이후 그는 후반전에 알사드 선수로 뛰었고, 레알 마드리드가 이 경기에서 5-0 승리를 거두었다. 2014년 3월 5일, 라울은 카타르 축구 시즌 종료 후 프로 축구계에서 은퇴할 것임을 선언했고, 20년의 현역 생활에 마침표를 찍었다.

### 뉴욕 코스모스

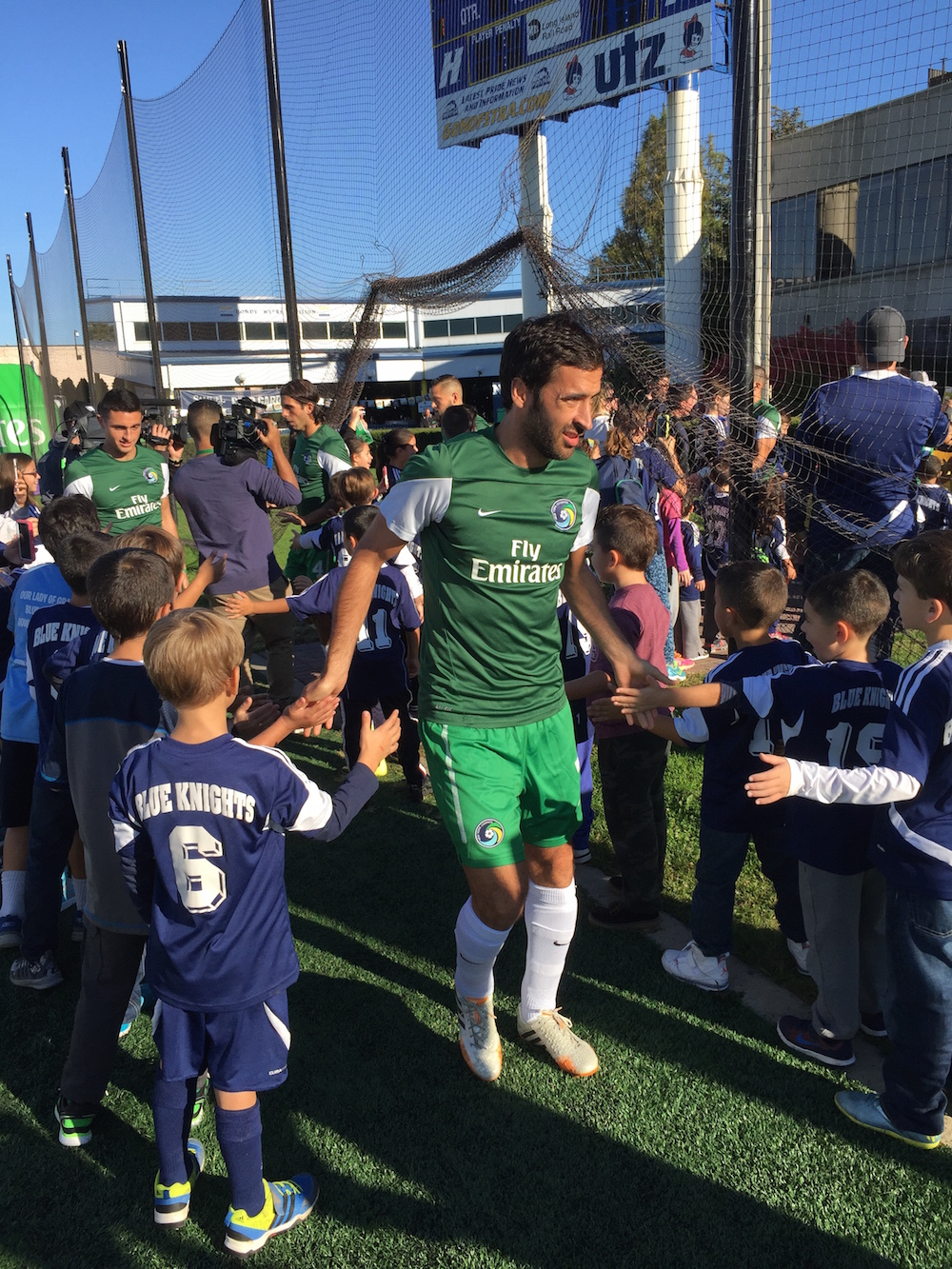
2015년 뉴욕 코스모스 안방 경기를 앞두고 경기장에 입장하는 라울

2014년 10월 30일, 라울은 미국의 뉴욕 코스모스와 계약하여 프로 축구계에 복귀했다. 2015년 4월 4일, 그는 1-0으로 이긴 포트로더데일 스트라이커스와의 경기에서 북미 축구 리그 데뷔전을 치렀는데, 후반전에 힘줄 부상으로 경기장을 나갔다. 포트로더데일은 은하 군단(Galaticos) 시절 같이 공격을 맡던 호나우두가 공동 주주로 소유하던 구단이었다. 그 다음 주 인디 일레븐과의 원정 경기에서 그는 동점골을 넣어 경기를 1-1로 끝냈다. 라울은 4골을 넣어 코스모스가 봄 시즌에 5승 5무로 무패를 차지하게 도왔다.
2015년 10월 16일, 라울은 시즌 후 은퇴할 것을 선언했다. 코스모스는 정규 시즌을 역대 최고 성적으로 마무리했고, 북미 서포터스 트로피를 획득했다. 11월 7일, 그는 스트라이커스와의 준결승전에서 1-2로 밀리던 경기에서 결승골을 기록해 소속 구단의 사커 볼 2015 진출에 공헌했고, 코스모스는 8일 후 오타와 퓨어리와의 경기에서 3-2로 이겼다. 그는 사커 볼 종료 후 은퇴를 결정했다고 재차 밝혔다.

## 국가대표팀 경력
라울은 청소년 대표팀 시절부터 스페인을 대표하였고, 1995년 FIFA U-20 월드컵에서 자국을 대표로 출전해 5경기에서 3골을 기록했다. 그는 1996년 UEFA U-21 축구 선수권 대회 준우승을 거둔 U-21 국가대표팀의 일원이기도 했는데, 결승전에서 승부를 원점으로 돌리는 동점골을 기록했지만, 이어지는 승부차기에서 실축해 우승을 이탈리아에 내주었다. 도합하여, 라울은 스페인의 청소년 대표팀 모든 연령대를 통틀어 17골을 기록했다. 라울은 수년 동안 성인 대표팀 일원으로 활약하며 44골을 넣어 국가대표팀 최다 기록을 세웠고, 스페인 국가대표팀 경기에 102번 출전했다. 그러나, 다비드 비야가 2010년에 라울의 기록과 동률을 이루었고, 2011년 3월 25일자 UEFA 유로 2012 예선전에서는 그의 기록을 경신했다. 라울이 기록한 44번의 국가대표팀 골 중, 라울은 공식 경기에서 32번 득점했고, 6번은 주요 대회 본선에서 기록했고, 12번은 기타 친선전에서 기록했다.

### 1998년 FIFA 월드컵
1996년 10월 9일, 라울은 체코와의 경기에서 성인 국가대표팀 일원으로 첫 경기를 치러 90분을 소화했는데, 프라하의 레트나 경기장에서 열린 1998년 FIFA 월드컵 예선전은 득점 없는 무승부로 끝났다. 12월 14일,라울은 메스타야에서 벌어진 유고슬라비아와의 3번째 국제 경기에서 첫 국가대표팀 골을 기록해 2-0 승리에 공헌했다. 프랑스에서 벌어진 대회 본선에서 라울은 스페인의 조별 리그 3경기에 모두 출전했지만, D조를 통과하지 못했다. 그는 낭트에서 벌어진 나이지리아와의 조별 리그 1차전에서 2-1로 앞서나가는 골을 넣었지만, 경기는 2-3 패배로 끝났다.

### UEFA 유로 2000
1999년 3월 27일, 라울은 스페인이 9-0 대승을 거둔 오스트리아와의 UEFA 유로 2000 예선전에서 4골을 기록했다. 나흘 후, 그는 6-0으로 이긴 산마리노와의 같은 대회 원정 경기에서도 해트트릭을 완성했다. 6월 5일, 비야레알에서 벌어진 같은 상대와의 경기에서, 그는 또다시 9-0 대승을 견인했다. 라울은 벨기에와 네덜란드에서 열린 UEFA 유로 2000 본선에서 스페인의 전 경기를 90분씩 소화했고, 암스테르담 아레나에서 벌어진 슬로베니아전의 2-1 승리로 대회를 시작한 스페인은 나중에 우승을 차지한 프랑스와의 8강전에서 패해 탈락했는데, 라울은 이 경기에서 경기를 연장전으로 끌고 갈수도 있는 페널티킥을 막판에 실축했다.

### 2002년 FIFA 월드컵
대한민국과 일본에서 열린 2002년 FIFA 월드컵에서 라울은 3-1로 이긴 슬로베니아와의 B조 1차전에서 선제골을 기록해 승리에 일조했고, 3-2로 이긴 대전에서의 남아프리카 공화국전에서 2골을 추가해 조 1위를 견인했다. 그는 아일랜드와의 16강전에서 사타구니 부상을 당해 남은 대회 경기에 결장했고, 스페인은 대한민국과의 8강전에 패해 탈락했다.

### UEFA 유로 2004
2002년 9월 7일, 라울은 2-0으로 이긴 그리스와의 UEFA 유로 2004 예선전 원정 경기에서 득점을 기록해 56번의 국제 경기에서 29골로 근래에 은퇴한 페르난도 이에로의 국가대표팀 득점 기록을 넘어섰다. 2003년 2월 12일, 팔마 데 마요르카의 손 모시에서 벌어진 독일과의 친선경기에서 2골을 추가해 3-1 승리를 견인하며 신기록을 썼다. 그는 포르투갈에서 열린 UEFA 유로 2004에서 선발로 출전했지만, 조별 리그 탈락을 막지 못했다.

### 2006년 FIFA 월드컵
2005년 10월 8일, 라울은 2-0으로 이긴 벨기에와의 2006년 FIFA 월드컵 예선전 원정 경기에서 89번째 국가대표팀 경기에 출전해 이에로와 스페인 국가대표팀의 비골키퍼로는 최다 출전 동률을 이루었다. 그러나, 그는 루이스 아라고네스 신임 감독이 다비드 비야와 페르난도 토레스 조합을 선호하면서 입지가 줄어들었다.
독일에서 열린 대회 본선에서, 그는 슈투트가르트에서 열린 튀니지와의 조별 리그 2차전에서 0-1로 끌려가는 가운데 루이스 가르시아와 후반에 교체로 들어갔다. 튀니지의 알리 붐니젤 골키퍼가 세스크 파브레가스가 찬 공을 72분에 땅에 떨어뜨리자, 라울은 근접해서 스페인의 동점골을 기록해 3-1 역전승에 일조했다.
2006년 8월 15일, 라울은 레이캬비크에서 열린 아이슬란드와의 친선경기에서 스페인 대표로 100번째 경기를 치렀고, 경기는 무득점 무승부로 끝났다. 그는 9월 6일, 2-3으로 패한 북아일랜드와의 벨파스트 원정 경기에서 골대를 강타했는데, 그 이후로, 그는 국가대표팀 경기에 출전하지 못했다.

## 경력 통계

### 클럽 기록
2015년 11월 15일 기준
| 클럽            | 시즌           | 리그 | 리그 | 컵1  | 컵1 | 대륙2 | 대륙2 | 기타3 | 기타3 | 합계 | 합계 |
| 클럽            | 시즌           | 출장 | 골   | 출장 | 골  | 출장  | 골    | 출장  | 골    | 출장 | 골   |
| --------------- | -------------- | ---- | ---- | ---- | --- | ----- | ----- | ----- | ----- | ---- | ---- |
| 레알 마드리드 C | 1994–95        | 7    | 16   | —    | —   | —     | —     | —     | —     | 7    | 16   |
| 레알 마드리드 B | 1994–95        | 1    | 0    | —    | —   | —     | —     | —     | —     | 1    | 0    |
| 레알 마드리드   | 1994–95        | 28   | 9    | 2    | 1   | 0     | 0     | —     | —     | 30   | 10   |
| 레알 마드리드   | 1995–96        | 40   | 19   | 2    | 1   | 8     | 6     | 2     | 0     | 52   | 26   |
| 레알 마드리드   | 1996–97        | 42   | 21   | 5    | 1   | —     | —     | —     | —     | 47   | 22   |
| 레알 마드리드   | 1997–98        | 35   | 10   | 1    | 0   | 2     | 2     | 3     | 0     | 49   | 13   |
| 레알 마드리드   | 1998–99        | 37   | 25   | 2    | 0   | 8     | 3     | 2     | 1     | 49   | 29   |
| 레알 마드리드   | 1999–2000      | 34   | 17   | 4    | 0   | 15    | 10    | 4     | 2     | 57   | 29   |
| 레알 마드리드   | 2000–01        | 36   | 24   | 0    | 0   | 12    | 7     | 2     | 1     | 50   | 32   |
| 레알 마드리드   | 2001–02        | 35   | 14   | 6    | 6   | 12    | 6     | 2     | 3     | 55   | 29   |
| 레알 마드리드   | 2002–03        | 31   | 16   | 2    | 0   | 12    | 9     | 2     | 0     | 47   | 25   |
| 레알 마드리드   | 2003–04        | 35   | 11   | 7    | 6   | 9     | 2     | 2     | 1     | 53   | 20   |
| 레알 마드리드   | 2004–05        | 32   | 9    | 1    | 0   | 10    | 4     | —     | —     | 43   | 13   |
| 레알 마드리드   | 2005–06        | 26   | 5    | 0    | 0   | 6     | 2     | —     | —     | 32   | 7    |
| 레알 마드리드   | 2006–07        | 35   | 7    | 1    | 0   | 7     | 5     | —     | —     | 43   | 12   |
| 레알 마드리드   | 2007–08        | 37   | 18   | 1    | 0   | 8     | 5     | 2     | 0     | 48   | 23   |
| 레알 마드리드   | 2008–09        | 37   | 18   | 1    | 3   | 7     | 3     | 2     | 0     | 47   | 24   |
| 레알 마드리드   | 2009–10        | 30   | 5    | 2    | 0   | 7     | 2     | —     | —     | 39   | 7    |
| 레알 마드리드   | 합계           | 550  | 228  | 37   | 18  | 132   | 66    | 22    | 11    | 741  | 323  |
| 샬케 04         | 2010–11        | 34   | 13   | 4    | 1   | 12    | 5     | 1     | 0     | 51   | 19   |
| 샬케 04         | 2011–12        | 32   | 15   | 3    | 2   | 11    | 4     | 1     | 0     | 47   | 21   |
| 샬케 04         | 합계           | 66   | 28   | 7    | 3   | 23    | 9     | 2     | 0     | 98   | 40   |
| 알사드          | 2012–13        | 22   | 9    | 12   | 3   | 0     | 0     | —     | —     | 34   | 12   |
| 알사드          | 2013–14        | 17   | 2    | 5    | 2   | 5     | 0     | —     | —     | 27   | 4    |
| 알사드          | 합계           | 39   | 11   | 17   | 5   | 5     | 0     | —     | —     | 61   | 16   |
| 뉴욕 코스모스   | 2015           | 28   | 8    | 2    | 0   | —     | —     | 2     | 1     | 32   | 9    |
| 뉴욕 코스모스   | 합계           | 28   | 8    | 2    | 0   | —     | —     | 2     |       | 32   | 9    |
| 클럽 경력 통산  | 클럽 경력 통산 | 683  | 275  | 63   | 26  | 160   | 75    | 26    | 12    | 932  | 388  |

1레알 마드리드 소속으로 코파 델 레이 출전, 샬케 04 소속으로 DFB-포칼 출전, 알사드 소속으로 카타르 슈퍼컵 출전, 그리고 뉴욕 코스모스 소속으로 US 오픈컵 출전
2레알 마드리드와 샬케 04 소속으로 UEFA 챔피언스리그 및 UEFA컵 / UEFA 유로파리그 출전, 그리고 알사드 소속으로 AFC 챔피언스리그 출전
3레알 마드리드 소속으로 출전한 수페르코파 데 에스파냐, UEFA 슈퍼컵, 인터콘티넨털컵, 및 FIFA 클럽 월드컵 출전, 그리고 샬케 04 소속으로 DFL-슈퍼컵 출전

### 국가대표팀 기록
2015년 11월 15일 기준
| 연도 | 출장 | 골 |
| ---- | ---- | -- |
| 1996 | 4    | 1  |
| 1997 | 6    | 0  |
| 1998 | 10   | 4  |
| 1999 | 9    | 10 |
| 2000 | 11   | 3  |
| 2001 | 9    | 5  |
| 2002 | 9    | 6  |
| 2003 | 10   | 8  |
| 2004 | 13   | 3  |
| 2005 | 12   | 2  |
| 2006 | 9    | 2  |
| 통산 | 102  | 44 |

### 국가대표팀 득점 기록
아래의 점수에서 왼쪽의 점수가 스페인의 점수이다.
| #  | 날짜             | 경기장                                    | 상대                  | 점수 | 최종결과 | 대회                      |
| -- | ---------------- | ----------------------------------------- | --------------------- | ---- | -------- | ------------------------- |
| 1  | 1996년 12월 14일 | 메스타야, 발렌시아, 스페인                | 유고슬라비아          | 2–0  | 2–0      | 1998년 FIFA 월드컵 예선전 |
| 2  | 1998년 3월 25일  | 발라이도스, 비고, 스페인                  | 스웨덴                | 3–0  | 4–0      | 친선경기                  |
| 3  | 1998년 6월 13일  | 라 보주아르, 낭트, 프랑스                 | 나이지리아            | 2–1  | 2–3      | 1998년 FIFA 월드컵        |
| 4  | 1998년 9월 5일   | 치리오, 리마솔, 키프로스                  | 키프로스              | 1–2  | 2–3      | UEFA 유로 2000 예선전     |
| 5  | 1998년 11월 18일 | 아레키, 살레르노, 이탈리아                | 이탈리아              | 2–2  | 2–2      | 친선경기                  |
| 6  | 1999년 3월 27일  | 메스타야, 발렌시아, 스페인                | 오스트리아            | 1–0  | 9–0      | UEFA 유로 2000 예선전     |
| 7  | 1999년 3월 27일  | 메스타야, 발렌시아, 스페인                | 오스트리아            | 2–0  | 9–0      | UEFA 유로 2000 예선전     |
| 8  | 1999년 3월 27일  | 메스타야, 발렌시아, 스페인                | 오스트리아            | 6–0  | 9–0      | UEFA 유로 2000 예선전     |
| 9  | 1999년 3월 27일  | 메스타야, 발렌시아, 스페인                | 오스트리아            | 7–0  | 9–0      | UEFA 유로 2000 예선전     |
| 10 | 1999년 3월 31일  | 올림피코, 세라발레, 산마리노              | 산마리노              | 2–0  | 6–0      | UEFA 유로 2000 예선전     |
| 11 | 1999년 3월 31일  | 올림피코, 세라발레, 산마리노              | 산마리노              | 4–0  | 6–0      | UEFA 유로 2000 예선전     |
| 12 | 1999년 3월 31일  | 올림피코, 세라발레, 산마리노              | 산마리노              | 5–0  | 6–0      | UEFA 유로 2000 예선전     |
| 13 | 1999년 6월 5일   | 엘 마드리갈, 비야레알, 스페인             | 산마리노              | 5–0  | 9–0      | UEFA 유로 2000 예선전     |
| 14 | 1999년 9월 4일   | 에른스트 하펠, 빈, 오스트리아             | 오스트리아            | 1–0  | 3–1      | UEFA 유로 2000 예선전     |
| 15 | 1999년 10월 10일 | 카를로스 벨몬테, 알바세테, 스페인         | 이스라엘              | 3–0  | 3–0      | UEFA 유로 2000 예선전     |
| 16 | 2000년 1월 26일  | 카르타고노바, 카르타헤나, 스페인          | 폴란드                | 1–0  | 3–0      | 친선경기                  |
| 17 | 2000년 6월 18일  | 암스테르담 아레나, 암스테르담, 네덜란드   | 슬로베니아            | 1–0  | 2–1      | UEFA 유로 2000            |
| 18 | 2000년 8월 16일  | 니더작센슈타디온, 하노버, 독일            | 독일                  | 1–4  | 1–4      | 친선경기                  |
| 19 | 2001년 3월 24일  | 호세 리코 페레스, 알리칸테, 스페인        | 리히텐슈타인          | 4–0  | 5–0      | 2002년 FIFA 월드컵 예선전 |
| 20 | 2001년 6월 2일   | 카를로스 타르티에레, 오비에도, 스페인     | 보스니아 헤르체고비나 | 3–1  | 4–1      | 2002년 FIFA 월드컵 예선전 |
| 21 | 2001년 6월 6일   | 라마트간, 텔아비브, 이스라엘              | 이스라엘              | 1–1  | 1–1      | 2002년 FIFA 월드컵 예선전 |
| 22 | 2001년 9월 5일   | 라인파르크 슈타디온, 파두츠, 리히텐슈타인 | 리히텐슈타인          | 1–0  | 2–0      | 2002년 FIFA 월드컵 예선전 |
| 23 | 2001년 11월 14일 | 누에보 콜롬비노, 우엘바, 스페인           | 멕시코                | 1–0  | 1–1      | 친선경기                  |
| 24 | 2002년 4월 17일  | 윈저 파크, 벨파스트, 북아일랜드           | 북아일랜드            | 1–0  | 5–0      | 친선경기                  |
| 25 | 2002년 4월 17일  | 윈저 파크, 벨파스트, 북아일랜드           | 북아일랜드            | 5–0  | 5–0      | 친선경기                  |
| 26 | 2002년 6월 2일   | 광주월드컵경기장, 광주, 대한민국          | 슬로베니아            | 1–0  | 3–1      | 2002년 FIFA 월드컵        |
| 27 | 2002년 6월 12일  | 대전월드컵경기장, 대전, 대한민국          | 남아프리카 공화국     | 1–0  | 3–2      | 2002년 FIFA 월드컵        |
| 28 | 2002년 6월 12일  | 대전월드컵경기장, 대전, 대한민국          | 남아프리카 공화국     | 3–2  | 3–2      | 2002년 FIFA 월드컵        |
| 29 | 2002년 9월 7일   | 아포스톨로스 니콜라이디스, 아테네, 그리스 | 그리스                | 1–0  | 2–0      | UEFA 유로 2004 예선전     |
| 30 | 2003년 2월 12일  | 손 모시, 팔마 데 마요르카, 스페인         | 독일                  | 1–0  | 3–1      | 친선경기                  |
| 31 | 2003년 2월 12일  | 손 모시, 팔마 데 마요르카, 스페인         | 독일                  | 2–1  | 3–1      | 친선경기                  |
| 32 | 2003년 3월 29일  | 올림피스키, 키예프, 우크라이나            | 우크라이나            | 1–1  | 2–2      | UEFA 유로 2004 예선전     |
| 33 | 2003년 9월 10일  | 마르티네스 발레로, 엘체, 스페인           | 우크라이나            | 1–0  | 2–1      | UEFA 유로 2004 예선전     |
| 34 | 2003년 9월 10일  | 마르티네스 발레로, 엘체, 스페인           | 우크라이나            | 2–0  | 2–1      | UEFA 유로 2004 예선전     |
| 35 | 2003년 10월 11일 | 공화주의자 경기장, 예레반, 아르메니아     | 아르메니아            | 2–0  | 4–0      | UEFA 유로 2004 예선전     |
| 36 | 2003년 11월 15일 | 메스타야, 발렌시아, 스페인                | 노르웨이              | 1–1  | 2–1      | UEFA 유로 2004 예선전     |
| 37 | 2003년 11월 19일 | 울레볼, 오슬로, 노르웨이                  | 노르웨이              | 1–0  | 3–0      | UEFA 유로 2004 예선전     |
| 38 | 2004년 3월 31일  | 엘 몰리논, 히혼, 스페인                   | 덴마크                | 2–0  | 2–0      | 친선경기                  |
| 39 | 2004년 9월 3일   | 메스타야, 발렌시아, 스페인                | 스코틀랜드            | 1–1  | 1–1      | 친선경기                  |
| 40 | 2004년 10월 9일  | 엘 사르디네로, 산탄데르                   | 벨기에                | 2–0  | 2–0      | 2006년 FIFA 월드컵 예선전 |
| 41 | 2005년 2월 9일   | 후에고스 메디테라네오스, 알메리아, 스페인 | 산마리노              | 3–0  | 5–0      | 2006년 FIFA 월드컵 예선전 |
| 42 | 2005년 9월 7일   | 산티아고 베르나베우, 마드리드, 스페인     | 세르비아 몬테네그로   | 1–0  | 1–1      | 2006년 FIFA 월드컵 예선전 |
| 43 | 2006년 6월 3일   | 마르티네스 발레로, 엘체, 스페인           | 이집트                | 1–0  | 2–0      | 친선경기                  |
| 44 | 2006년 6월 19일  | 고틀리프 다임러, 슈투트가르트, 독일       | 튀니지                | 1–1  | 3–1      | 2006년 FIFA 월드컵        |

### 개인 기록
- 레알 마드리드 최다 출전: 741경기
- 레알 마드리드 라 리가 최다 출전: 550경기
- 유럽대항전 최다 출전: 150*
- IFFHS 기준 역대 최다득점 3위: 125골^^

* UEFA 컵위너스컵, UEFA 인터토토컵, UEFA 유로파리그, 및 UEFA 슈퍼컵의 기타 유럽대항전 출전 기록 포함
^^기타 유럽대항전 및 인터콘티넨털컵 출전 기록 포함
- 현역 시절 퇴장 기록 없음

## 플레이스타일

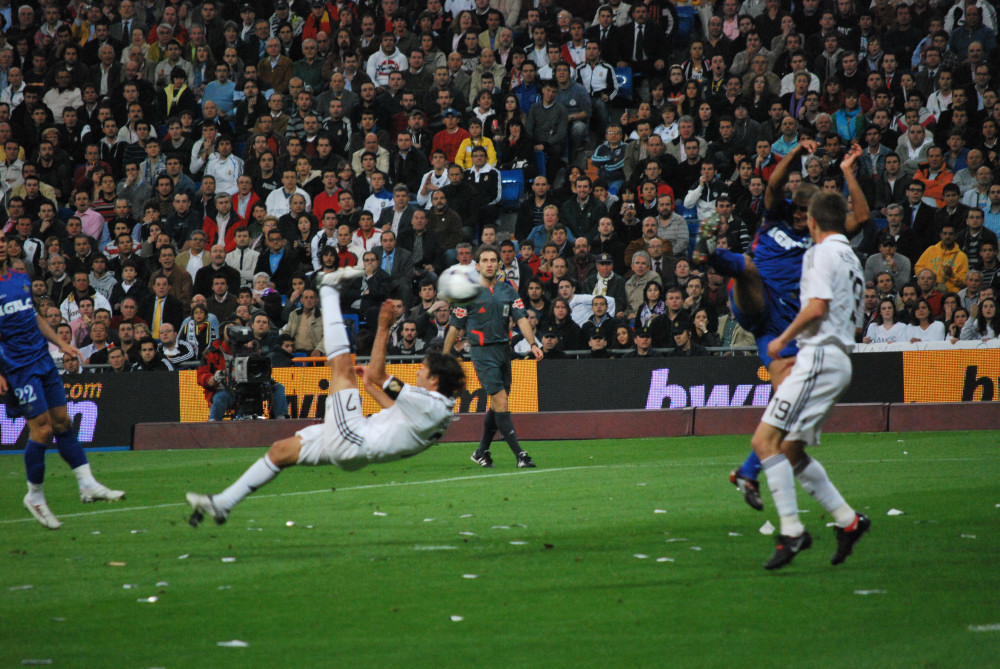
2009년, 돌려차기를 시도하는 레알 마드리드의 라울

골 결정력이 좋고 매우 창조적인 공격수로 라울은 그의 세대의 최고이자 가장 꾸준한 공격수로 꼽힌다. 현역 시절, 소속 구단과 국가대표팀에서 주로 등번호 7번을 썼던 그는주로 중앙 공격수나 후방 공격수로 기용되었지만, 어느 공격적 임무든지 맡아 수행할 수 있다. 라울은 빠르고 왼발을 사용하는 선수로, 페널티 구역 안과 밖에서 모두 정확하고 강력하게 공을 쏘아 득점할 수 있다. 그는 공을 잘 다루고 기술적으로도 훌륭하며, 공중 경합에도 뛰어나며, 발로도 잘 다룬다.
비록 골 결정력에 묻혔지만, 라울은 창조적이며 근면한 선수이기도 하며, 동료를 지원하고, 기회를 창출하며, 골을 돕기도 한다. 이 특징 외에도 라울은 지도력과 절제력으로도 알려졌다. 그는 현역 시절 퇴장 당한 적이 없으며, 경고를 받은 적도 드물다. 기술력과 우아함, 득점력, 그리고 활약상으로, 그는 "페라리" (El Ferrari) 로 동료이자 마드리드의 또다른 영향력 있는 선수 페르난도 이에로가 별칭을 붙였다.

## 수상 내역

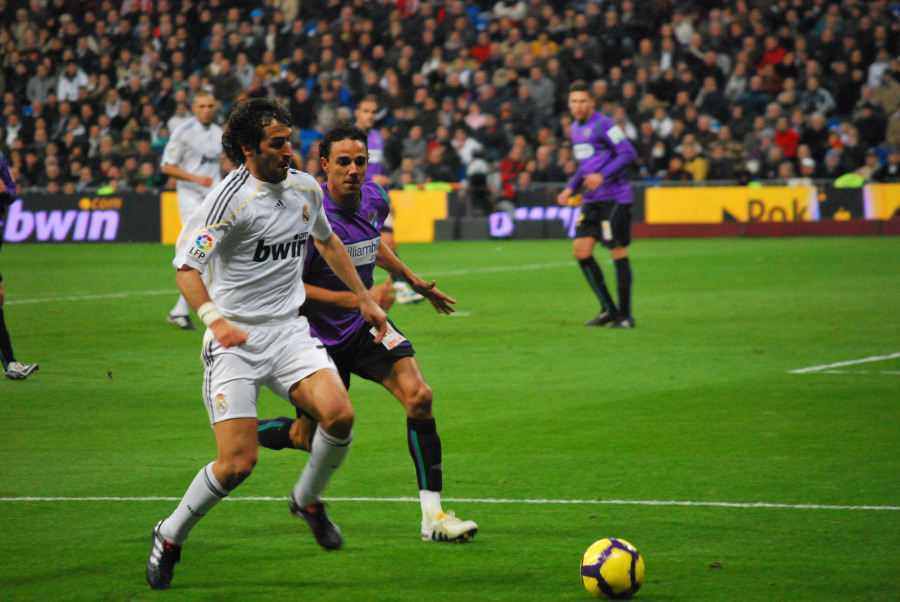
2010년, 레알 마드리드의 라울

### 선수
- 라리가 : 1994–95, 1996–97, 2000–01, 2002–03, 2006–07, 2007–08
- 수페르코파 데 에스파냐 : 1997, 2001, 2003, 2008
- UEFA 챔피언스리그 : 1997–98, 1999–2000, 2001–02
- UEFA 슈퍼컵 : 2002
- 인터콘티넨털컵 : 1998, 2002
- DFB-포칼 : 2010–11
- DFL-슈퍼컵 : 2011
- 카타르 스타스 리그 : 2012–13
- 카타르 아미르 컵 : 2014
- 북미 축구 리그 : 2015 스프링 시즌
- 북미 서포터스 트로피 : 2015
- 사커볼 : 2015

### 감독
- UEFA 유스 리그 : 2019-20

### 개인
- 발롱도르 : 2위 (2001) 7위 (1997, 2002, 2003), 9위 (1999, 2000)
- FIFA 올해의 선수 : 3위 (2001), 5위 (1997), 6위 (2002), 8위 (1999, 2003)
- UEFA 클럽 올해의 공격수 : 1999–2000, 2000–01, 2001–02 (최다 수상)
- UEFA 챔피언스리그 득점왕 : 1999–2000, 2000–01
- UEFA 챔피언스리그 도움왕 : 2002-03
- 라리가 득점왕 : 1998–99, 2000–01
- 라리가 올해의 신인 선수 : 1994–95
- 사라 트로피 : 1995–96, 1998–99, 2000–01, 2002–03
- 라리가 최우수 스페인 선수 : 1996–97, 1998–99, 1999–2000, 2000–01, 2001–02 (최다 수상)
- ESM 올해의 팀: 1996–97, 1998–99, 1999–00
- 인터콘티넨털컵 MoM : 1998
- 코파 델 레이 득점왕 : 2001–02, 2003–04
- UEFA 유로 2000 예선전 최다 득점자
- UEFA 유로 올스타팀 : 2000
- FIFA 100 : 2004
- 트로페오 알프레도 디 스테파노 : 2007–08[77][78][79]
- 마르카 전설 : 2009[80]
- 독일 이달의 골 : 2011년 8월, 2012년 3월, 2012년 4월, 2013년 7월
- 독일 올해의 골 : 2011, 2013 (율리안 드락슬러와 공유)[81]
- 카타르 스타스 리그 페어플레이 : 2013
- 북미 축구 리그 이달의 선수 : 2015년 5월

#### 발롱도르
- 1996 - 20
- 1997 - 7
- 1998 - 21
- 1999 - 9
- 2000 - 9
- 2001 - 2
- 2002 - 7
- 2003 - 7

#### FIFA 올해의 선수
- 1997- 5
- 1999 - 8
- 2001 - 3
- 2002 - 6
- 2003 - 8

### 훈장
- 스페인 정부 왕립 체육 훈장 금상: 2006[82]
- 마드리드 시 금상: 2009[83]

## 스폰서십 및 광고
라울은 독일 체육 용품 제작 업체 아디다스와 현역 시절 계약했고, 수 차례 아디다스 광고에 출연했다. 그는 아디다스 프레데터 축구화 광고에 출연했고, 2004년에는 지네딘 지단, 미하엘 발라크, 알레산드로 델 피에로, 그리고 다비드 트레제게와 함께 다수의 거물 선수들과 아디다스 광고에서 모페드를 타고 등장했다.
라울은 펩시 광고에도 출연했고, 대한민국과 일본에서 열린 2002년 FIFA 월드컵을 앞두고 데이비드 베컴, 호베르투 카를루스, 그리고 잔루이지 부폰과 함께 스모 선수를 상대하는 광고에 출연했다.

## 사생활
현역 시절 초창기, 라울은 마멘 산스와의 결혼을 알리기 위해 자신의 결혼 반지에 입맞춤을 하며 골을 자축했다. 둘은 1999년에 결혼하여 슬하에 4남 1녀를 두고 있다: 호르헤, 우고, 엑토르와 마테오 쌍둥이, 그리고 마리아. 호르헤와 우고 모두 축구 선수로, 호르헤는 뉴욕 시 포덤 대학교 소속이며, 우고는 뉴욕 시티 유소년 아카데미 소속이다.

## 같이 보기
- A매치 100경기 이상 출전한 축구 선수 명단